# 잭과 코디, 우리집은 호텔 스위트 룸
《잭과 코디, 우리집은 호텔 스위트 룸》(The Suite Life of Zack & Cody)은 미국 디즈니 채널에서 2005년 3월 18일부터 2008년 9월 1일까지 방송된 TV 드라마이다. 속편으로는 《잭과 코디, 우리 학교는 호화 유람선》이 있다.